# Campestre da Serra
Campestre da Serra é um município brasileiro do estado do Rio Grande do Sul. Localiza-se na Serra Gaúcha, entre os municípios de São Marcos e Vacaria.

## História
O município de Campestre da Serra nasceu no 3° Distrito de Vacaria, com sede em São Manuel. A construção da rodovia BR-116 provocou o deslocamento da população de São Manuel, junto à estrada Rio Branco, para a localidade de Campestre, junto à BR-116, que cresceu rapidamente até tornar-se sede municipal, à razão em que a outra se esvaziava.
Inicialmente denominada "Vila Korff", nome do primeiro colonizador, o povoado viveu novo surte de crescimento com a inauguração da "Ponte de Korff", ocorrida a 15 de fevereiro de 1907. Trata-se da primeira ponte sobre o Rio das Antas, e é conservada até os dias atuais. O nome "Campestre" surgiu em decorrência da existência de um campestre (pequeno campo cercado de matas).
Campestre da Serra emancipou-se de Vacaria em 1991.

## Geografia
Localiza-se a uma latitude 28º47'41" sul e a uma longitude 51º05'34" oeste, estando a uma altitude de 756 metros.
Possui uma área de 538 km² e sua população estimada em 2019 era de 3 388 habitantes.

### Clima
O clima é do tipo Cfb na classificação climática de Köppen-Geiger (clima oceânico).
| Gráfico climático para Campestre da Serra                                                  | Gráfico climático para Campestre da Serra | Gráfico climático para Campestre da Serra | Gráfico climático para Campestre da Serra | Gráfico climático para Campestre da Serra | Gráfico climático para Campestre da Serra | Gráfico climático para Campestre da Serra | Gráfico climático para Campestre da Serra | Gráfico climático para Campestre da Serra | Gráfico climático para Campestre da Serra | Gráfico climático para Campestre da Serra | Gráfico climático para Campestre da Serra |
| ------------------------------------------------------------------------------------------ | ----------------------------------------- | ----------------------------------------- | ----------------------------------------- | ----------------------------------------- | ----------------------------------------- | ----------------------------------------- | ----------------------------------------- | ----------------------------------------- | ----------------------------------------- | ----------------------------------------- | ----------------------------------------- |
| J                                                                                          | F                                         | M                                         | A                                         | M                                         | J                                         | J                                         | A                                         | S                                         | O                                         | N                                         | D                                         |
| 155 26 16                                                                                  | 152 25 16                                 | 162 23 14                                 | 131 20 11                                 | 128 18 9                                  | 152 17 8                                  | 150 18 8                                  | 167 19 9                                  | 191 21 11                                 | 163 23 12                                 | 131 25 14                                 | 151 24 14                                 |
| Temperaturas em °C • Precipitações em mmFonte: http://pt.climate-data.org/location/200843/ |                                           |                                           |                                           |                                           |                                           |                                           |                                           |                                           |                                           |                                           |                                           |

## Economia
A economia municipal é fortemente atrelada à produção agrícola e à pecuária, principalmente a produção de uva, na sede fica sua principal indústria, a Pérgola, grande produtora de vinho e sucos de uva..

## Cultura

### Turismo
As atrações turísticas do município, são a lendária e centenária Ponte do Korff e suas paisagens naturais, incluindo-se cachoeiras ,como a Cachoeira da Usina e o Fervedor, onde todas as águas do Rio das Antas, passam por um estreito canal .
- habitantes
- 1.649
- 1.521
- 1.034
- 2.136
- 1.716.194

## Acessos
- BR-116
- BR-285